# Лаудоновац
Лаудоновац је насеље у општини Пландиште, у Јужнобанатском округу, у Србији. Према попису из 2022. било је 10 становника.

## Настанак и историјат
Насеље Лаудоновац основао је холандски инжењер и гроф Лаудон у периоду од 1883. до 1893. године. У том периоду, једно холандско друштво узело је у закуп Велики Рит, односно Алибунарски рит и у близини тадашњег Зичидорфа, данашњег Пландишта, основали су надничари насеобину коју су назвали по инжењеру Лаудону- „Лаудонтања“.
Инжењер Лаудон је дошао као представник једне холандске компаније које је имала задатак да освоји производњу пиринча. Инжењер Лаудон је успео да обучи екипе за бушење артеских бунара и њему припада заслуга за први артески бунар у Пландишту који је избушен 1886. године. Замисао инжењера Лаудона била је експлоатација подземних артеских вода и производња сирћетне киселине из багремовог дрвета са Делиблатске пешчаре. Овај инжењер је добро познавао процес екстраховања, односно издвајања сирћета из пространих багремара на Делиблатској пешчари, али му је за разблаживање сирћета недостајала питка вода.
Лаудоновац је Службеним листом САП Војводине број 21/78 проглашен насељем. Налази се у јужном делу општине, између Моравице и канала Шулхов. Кроз ово насеље пролази пруга на линији Зрењанин-Вршац. Железничка станица у Лаудоновцу је отворена 14. јула 1891. године, две године касније него у Пландишту. Заслуге инжењера Лаудона су велике, између осталог, учествовао је у пројектовању пруге Вршац -Зрењанин чија је траса и данас, готово после скоро 120 година непромењена.
Насеље Лаудоновац је повезано са Вршачким ритовима тврдим путем, неасфалтираним.
Прва школа у Лаудоновцу је саграђена 1909. где је настава одржавана на српском језику све до шездесетих година двадесетог века, када је укинута. Последњи учитељ у овој школи био је Миливој Бељин.
Први подаци о броју становника у овом насељу су из 1910. када је Лаудоновац имао 205 становника – то је и највећи број. Од тада, број становника се стално смањује. Становништво Лаудоновца са статусом самосталног насеља први пут је пописано 1981. године и тада је бројало 78 становника што је чинило 0,5% укупног становништва општине, а по попису из 1991. имало је 50 мештана. По последњем попису из 2002. године у Лаодоновцу живи свега 24 становника.
По етничкој структури највише је Срба (16), Румуна (4), Македонаца (2) и осталих (2).
Према попису из 2002. Лаудоновац има исти број жена и мушкараца, просечне старости од чак 54,5 година. Ово насеље готово да и нема деце.
Насеље је лоцирано у Алибунарској депресији и једино је у општини које се налази у поменутој депресији. Апсолутна висина на којој је изграђен Лаудоновац износи 77м, а околни терени су још за 30 до 50 цм нижи.
Лаудоновац нема свој атар. Налази се у атару Пландишта. Има највише нивое подземне воде на територији општине.
Лаудоновац има две улице, једна је пошљунчана. Оне међу собом заклапају прав угао, тако да село има облик ћириличног слова Г. Обе улице су краће од 200м. По дужој оси Лаудоновац има правац пружања југозапад-североисток.
Насеље нема, нити је имало цркву ни гробље. Мештани се сахрањују у Маргити.
Најстарије зграде су железничка станица из 1891. грађена по пројекту Марије Терезије, као и све остале из тог периода и зграда школе сазидана 1909. године.
Насеље нема телефон нити га је имало. Везу са светом има преко радио-станице. Нема трговину, пошту, плинску мрежу, ни кафану. Лекар излази по позивима.
Сем саобраћајне функције (жељезничка станица), ово насеље не поседује ни једну другу. Престанком проласка возова на прузи Зрењанин-Вршац и она је укинута.
Оно што је специфично за Лаудоновац је развијено сточарство-насеље броји преко 30 грла рогате стоке и производи 350 до 400 килограма сира месечно које се продаје у Пландишту и Вршцу.

## Демографија
У насељу Лаудоновац живи 23 пунолетна становника, а просечна старост становништва износи 54,5 година (54,2 код мушкараца и 54,8 код жена). У насељу има 11 домаћинстава, а просечан број чланова по домаћинству је 2,18.
Ово насеље је углавном насељено Србима (према попису из 2002. године), а у последња три пописа, примећен је пад у броју становника.
|  |

| Демографија | Демографија | Демографија |
| Година      | Становника  | Становника  |
| ----------- | ----------- | ----------- |
| 1948.       | 55          |             |
| 1953.       | 56          |             |
| 1961.       | 63          |             |
| 1971.       | 68          |             |
| 1981.       | 78          |             |
| 1991.       | 50          | 50          |
| 2002.       | 24          | 24          |

| Етнички састав према попису из 2002.‍ | Етнички састав према попису из 2002.‍ | Етнички састав према попису из 2002.‍ | Етнички састав према попису из 2002.‍ | Етнички састав према попису из 2002.‍ |
| ------------------------------------ | ------------------------------------ | ------------------------------------ | ------------------------------------ | ------------------------------------ |
|                                      |                                      |                                      |                                      |                                      |
| Срби                                 | Срби                                 |                                      | 16                                   | 66,66%                               |
| Румуни                               | Румуни                               |                                      | 4                                    | 16,66%                               |
| Македонци                            | Македонци                            |                                      | 2                                    | 8,33%                                |
| непознато                            | непознато                            |                                      | 0                                    | 0,0%                                 |

| Година пописа     | 1948. | 1953. | 1961. | 1971. | 1981. | 1991. | 2002. |
| ----------------- | ----- | ----- | ----- | ----- | ----- | ----- | ----- |
| Број домаћинстава | 14    | 14    | 17    | 21    | 25    | 20    | 11    |

| Број чланова      | 1 | 2 | 3 | 4 | 5 | 6 | 7 | 8 | 9 | 10 и више | Просек |
| ----------------- | - | - | - | - | - | - | - | - | - | --------- | ------ |
| Број домаћинстава | 3 | 5 | 2 | 0 | 1 | 0 | 0 | 0 | 0 | 0         | 2,18   |

| Пол    | Укупно | Неожењен/Неудата | Ожењен/Удата | Удовац/Удовица | Разведен/Разведена | Непознато |
| ------ | ------ | ---------------- | ------------ | -------------- | ------------------ | --------- |
| Мушки  | 12     | 2                | 9            | 1              | 0                  | 0         |
| Женски | 12     | 1                | 9            | 2              | 0                  | 0         |
| УКУПНО | 24     | 3                | 18           | 3              | 0                  | 0         |

| Пол    | Укупно                    | Пољопривреда, лов и шумарство | Рибарство                            | Вађење руде и камена | Прерађивачка индустрија       |
| ------ | ------------------------- | ----------------------------- | ------------------------------------ | -------------------- | ----------------------------- |
| Мушки  | 10                        | 9                             | 0                                    | 0                    | 1                             |
| Женски | 8                         | 8                             | 0                                    | 0                    | 0                             |
| УКУПНО | 18                        | 17                            | 0                                    | 0                    | 1                             |
| Пол    | Производња и снабдевање   | Грађевинарство                | Трговина                             | Хотели и ресторани   | Саобраћај, складиштење и везе |
| Мушки  | 0                         | 0                             | 0                                    | 0                    | 0                             |
| Женски | 0                         | 0                             | 0                                    | 0                    | 0                             |
| УКУПНО | 0                         | 0                             | 0                                    | 0                    | 0                             |
| Пол    | Финансијско посредовање   | Некретнине                    | Државна управа и одбрана             | Образовање           | Здравствени и социјални рад   |
| Мушки  | 0                         | 0                             | 0                                    | 0                    | 0                             |
| Женски | 0                         | 0                             | 0                                    | 0                    | 0                             |
| УКУПНО | 0                         | 0                             | 0                                    | 0                    | 0                             |
| Пол    | Остале услужне активности | Приватна домаћинства          | Екстериторијалне организације и тела | Непознато            | Непознато                     |
| Мушки  | 0                         | 0                             | 0                                    | 0                    | 0                             |
| Женски | 0                         | 0                             | 0                                    | 0                    | 0                             |
| УКУПНО | 0                         | 0                             | 0                                    | 0                    | 0                             |